# Benton MacKaye
Pour les articles homonymes, voir MacKaye.
Benton MacKaye, né le 6 mars 1879 à Stamford et mort le 11 décembre 1975, est un forestier américain notable pour avoir imaginé et initié le Sentier des Appalaches. Il est le fils du dramaturge Steele MacKaye (en).
Il est cofondateur de la Wilderness Society.
Le Benton MacKaye Trail dans les Appalaches est nommé d'après lui.